# 글로스터
글로스터(영어: Gloucester)는 영국 잉글랜드 글로스터셔주의 주도이다. 웨일스와 경계를 접하며 세번강 동쪽에 위치한다.

## 자매 도시
- 독일 트리어 (1957)
- 프랑스 메스 (1967)
- 네덜란드 하우다 (1972)
- 자메이카 세인트앤구 (1987)
- 대한민국 파주시 (2016)